# Крупка Назар Олександрович
Наза́р Олекса́ндрович Крупка (15 травня 1980, с. Коробівка, Золотоніський район, Черкаська область — 11 березня 2016, смт Новгородське, Торецька міська рада, Донецька область) — військовослужбовець АТО, солдат, кулеметник, 24-й окремий штурмовий батальйон «Айдар». Нагороджений орденом «За мужність» III ступеня (посмертно).

## Життєпис
Юрист. Очолював Золотоніський осередок партії «УДАР», а також був позаштатним помічником народного депутата Ірини Геращенко у Верховній Раді 7-го скликання. Під час Революції Гідності як правозахисник захищав активістів Черкаського майдану й затриманих автомайданівців. У лютому 2015 року вирушив у зону АТО, до міста Щастя, де тоді воював «Айдар». Брав участь у місцевих виборах 2015 року як кандидат у депутати Золотоніської районної ради.

## Обставини загибелі
Загинув 11 березня 2016 р. близько 14:00 біля смт Новгородське під Горлівкою (Донецька область), в результаті обстрілу оглядового опорного пункту «Мазепа» російськими бойовиками з БМП-1.
Сімейний стан: Залишились батьки.
Місце поховання: с. Коробівка, Золотоніський район, Черкаська область.
Указом Президента України № 216/2016 від 18 травня 2016 року, «за особисту мужність і високий професіоналізм, виявлені у захисті державного суверенітету та територіальної цілісності України, вірність військовій присязі», нагороджений орденом «За мужність» III ступеня (посмертно).

## Вшанування пам'яті
У місті Золотоноша є вулиця Назара Крупки.